# Андрейчук, Юлия Юрьевна
Юлия Юрьевна Андрейчук (укр. Юлія Юріївна Андрійчук; род. 17 мая 1992, Киев) — украинская гандболистка, левый полусредний турецкого клуба «Ардешен» и сборной Украины. Мастер спорта Украины.

## Карьера
Воспитанница СДЮШОР № 2 (Киев), первый тренер - Людмила Бобрусь. Бросковая рука - правая. Занимается гандболом с 7 лет. В 2006 году в составе команды Киева участвовала в турнире гандболисток 1992 года рождения и моложе, который проходил в Минске. Уже тогда игру Андрейчук выделяли эксперты.
Профессиональную карьеру начала в клубе «Налоговый университет». В 2009 году получила звание мастер спорта Украины за 3-е место на чемпионате Украины. В 2013 году закончила Университет государственной фискальной службы Украины. В сезоне 2011/12 в решающем матче, который определял судьбу серебряных наград чемпионата, забросила 10 голов в ворота клуба «Карпаты» (Ужгород). За время своих выступлений на Украине постоянно фигурировала в списке лучших гандболисток страны.
С июля 2013 начала выступления за «Ладу» из Тольятти, с которой выиграла Кубок ЕГФ.
8 июля 2014 подписала контракт с клубом «Гомель». В первом туре Балтийской лиги забросила 7 мячей в двух встречах. В матчах чемпионата Беларуси против «Витебск-Ганна» забросила 5 мячей, против «Березины» - 3, а против «Берестье» - 10 голов. Вместе с белорусской командой выиграла национальный Кубок, забросив в финале 7 мячей.
В 2015 году перешла в турецкий «Ардешен».
За сборную Украины дебютировала в 2011 году. В этом же году вместе со сборной Украины (до 19 лет) пробилась на чемпионат Европы. В 2012 году была капитаном молодёжной сборной Украины (до 20 лет) в отборе на чемпионат мира.
В 2013 году в составе сборной Украины по пляжному гандболу приняла участие на чемпионате Европы.

## Награды
- Серебряный призёр чемпионата Украины: 2011/12
- Бронзовый призер чемпионата Украины (3): 2008/09, 2009/10, 2010/11
- Серебряный призер чемпионата Беларуси: 2014/15
- Обладатель Кубка Беларуси: 2014/15
- Серебряный призер Балтийской лиги: 2014/15 [16]
- Обладатель Кубка Турции: 2013 [17]